# Багамский пилонос
Багамский пилонос, или атлантический пилонос (лат. Pristiophorus schroederi) — вид хрящевых рыб рода пилоносов семейства пилоносых акул. Эти акулы обитают в западной части Атлантического океана на глубине до 950 м. Максимальная зарегистрированная длина 80 см. У пилоносов вытянутое рыло образует пилообразный рострум, усеянный латеральными зубцами. На роструме имеются усики. Эти акулы размножаются яйцеживорождением. Не представляют интереса для коммерческого рыбного промысла.

## Таксономия
Впервые вид был научно описан в 1960 году. Голотип представляет собой самку длиной 37 см, пойманную на Багамских островах (24°05′ с. ш. 79°46′ з. д.) на глубине 640 м. Паратипы: самец и самка длиной 64,5 см и 80,5 см соответственно, пойманные там же на глубине 914—950 м. Вид назван в честь Уильяма С. Шрёдера, сотрудника Океанографического института Вудз Хол и специалиста по акулам и скатам.

## Ареал
Багамские пилоносы обитают в западной части Атлантического океана на ограниченной территории между Кубой, Флоридой и Багамскими островами. Эти глубоководные акулы встречаются на материковом склоне на глубине от 400 до 950 м.

## Описание
У багамских пилоносов вытянутое, слегка приплюснутое, но не уплощённое как у скатов тело. Голова также слегка приплюснута, но не растянута латерально. Рыло удлинённое и приплюснутое, вытянутое в виде очень длинного и узкого пилообразного рострума с латеральными зубцами. Его длина составляет 31—32 % от длины тела. На нижней поверхности рыла располагается пара усиков, выполняющая функции осязания. На каждой стороне рострума перед усиками имеется по 13—14 крупных зубцов и 9—10 позади усиков. Края крупных зубцов гладкие. Дистанция между ростральными усиками и ноздрями равна расстоянию от усиков до 2—4 жаберной щели. Расстояние от рта до ноздрей в 1,2 раза превышает дистанцию между ноздрями. На верхней челюсти имеется 33—36 зубов.
Два спинных плавника лишены шипов у основания. Анальный плавник отсутствует. Основание первого спинного плавника расположено на уровне пространства между грудными и брюшными плавниками. Грудные плавники довольно крупные, но не крыловидные. Брюшные плавники маленькие. Рот маленький, изогнутый и короткий, расположен перед глазами. Имеются назальные желобки, не соединяющиеся со ртом. Губные бороздки короткие. Овальные довольно крупные глаза вытянуты по горизонтали. Третье веко отсутствует. 5 пар жаберных щелей примерно одинаковой длины. Позади глаз имеются крупные брызгальца. Хвостовой плавник асимметричный, верхняя лопасть удлинена, нижняя отсутствует. У крупных особей спинные и грудные плавники покрыты плакоидной чешуёй. Тело покрыто крупными заострёнными плакоидными чешуями. Максимальная зарегистрированная длина 80 см.

## Биология
Багамские пилоносы, вероятно, размножаются яйцеживорождением. Вероятно, как и у других пилоносов, ростральные крупные зубцы у эмбрионов прорезываются незадолго до рождения, но, чтобы не нанести матери вреда они остаются прижатыми к роструму, а мелкие прорезываются между крупными уже после появления на свет, тогда же распрямляются и крупные зубцы. Длина новорожденных около 30 см.
Плоская голова и рыло, крупный затылочный мыщелок и специализированные шейные позвонки позволяют пилоносам использовать рострум как мощное оружие, чтобы рыться в грунте и убивать жертву. Однако подобное поведение не было зафиксировано воочию, поскольку, в отличие от пилорылых скатов, этих акул не удаётся содержать в неволе. Очень короткие челюсти и удлинённая ротовая и жаберные полости дают основание предположить, что южные пилоносы способны внезапно засасывать жертву.

## Взаимодействие с человеком
Багамские пилоносы не представляют опасности для человека. В их ареале глубовокодный рыбный промысел не ведётся. Данных для оценки Международным союзом охраны природы статуса сохранности вида недостаточно.